# Grâce-Uzel
Grâce-Uzel è un comune francese di 416 abitanti situato nel dipartimento delle Côtes-d'Armor nella regione della Bretagna.

## Società

### Evoluzione demografica
Abitanti censiti